# Paradoxe de Grelling-Nelson
Le paradoxe de Grelling-Nelson, occasionnellement appelé paradoxe de Grelling ou de façon erronée paradoxe de Weyl, est un paradoxe sémantique formulé en 1908 par Kurt Grelling (en) et Leonard Nelson, et parfois attribué par erreur au philosophe et mathématicien allemand Hermann Weyl.
Le paradoxe repose sur la définition du terme hétérologique (du grec ancien hétéro, différent, et logos, langage) qui s'applique à un mot qui ne se décrit pas lui-même. Par exemple : « long » est un adjectif hétérologique en ceci que le mot n'est pas long puisque composé de seulement quatre lettres. De même, le mot « illisible » peut parfaitement être lu, il est donc hétérologique lui aussi. À l'inverse, le mot « français » est dit autologique car il correspond à sa définition, français est bien un mot du dictionnaire français.
Selon la définition ci-dessus, le paradoxe de Grelling-Nelson vient du fait que l'adjectif « hétérologique » est lui-même hétérologique si et seulement s’il ne l'est pas.
Ce paradoxe est semblable à d'autres paradoxes logiques comme ceux du menteur (ou paradoxe d'Épiménide) ou du barbier (ou paradoxe de Russell) en cela qu'il repose sur la négation d'une autoréférence.
Ce paradoxe est beaucoup plus résistant que beaucoup de paradoxes logiques : on ne peut l'éliminer, comme le paradoxe des catalogues, en disant que l'objet n'existe pas (l'adjectif hétérologique figure dans plusieurs dictionnaires), ni en arguant des effets pervers de l'infini, le nombre d'adjectifs d'une langue étant fini. Il ne peut être évacué qu'en interdisant à un adjectif de se qualifier lui-même, mais cet effet, comme l'a décrit Noam Chomsky, est une des bases du langage.
Toute classification binaire par un discriminateur donné crée automatiquement quatre classes dont quelques-unes peuvent être vides :
- le discriminateur répond positivement ("court" est autologique)
- le discriminateur répond négativement ("long" n'est pas autologique)
- le discriminateur ne peut répondre parce qu'on est en dehors de son domaine de définition (un substantif ou un verbe ne sera ni autologique, ni hétérologique, sauf cas particulier comme le mot "existe", qui existe)
- le discriminateur ne peut répondre pour certains opérandes, pour des raisons cette fois-ci sémantiques et non syntaxiques. Ceux-ci sont donc à exclure de son domaine de définition (comme le 0 en dénominateur pour l'opération de division). On peut rétablir le paradoxe en décrétant que les adjectifs qui ne peuvent décrire des adjectifs sont classés parmi les hétérologiques.